# Natación en los Juegos Olímpicos de Londres 2012 – 400 metros combinado individual femenino
El evento de 400 metros combinado individual femenino de natación en los Juegos Olímpicos de Londres 2012 tuvo lugar el 28 de julio en el  Centro Acuático de Londres.

## Resultados

### Heats
| Rank | Heat | Línea | Nombre                 | Nacionalidad                  | Tiempo  | Notas |
| ---- | ---- | ----- | ---------------------- | ----------------------------- | ------- | ----- |
| 1    | 5    | 4     | Elizabeth Beisel       | Estados Unidos (USA)          | 4:31.68 | Q     |
| 2    | 3    | 5     | Ye Shiwen              | República Popular China (CHN) | 4:31.73 | Q     |
| 3    | 3    | 4     | Katinka Hosszú         | Hungría (HUN)                 | 4:33.77 | Q     |
| 4    | 5    | 5     | Li Xuanxu              | República Popular China (CHN) | 4:34.28 | Q     |
| 5    | 5    | 3     | Mireia Belmonte García | España (ESP)                  | 4:34.70 | Q     |
| 6    | 4    | 4     | Hannah Miley           | Reino Unido (GBR)             | 4:34.98 | Q     |
| 7    | 4    | 5     | Stephanie Rice         | Australia (AUS)               | 4:35.76 | Q     |
| 8    | 4    | 3     | Caitlin Leverenz       | Estados Unidos (USA)          | 4:36.09 | Q     |
| 9    | 3    | 3     | Zsuzsanna Jakabos      | Hungría (HUN)                 | 4:37.37 |       |
| 10   | 5    | 1     | Anja Klinar            | Eslovenia (SLO)               | 4:38.20 |       |
| 11   | 5    | 2     | Aimee Willmott         | Reino Unido (GBR)             | 4:38.87 |       |
| 12   | 4    | 6     | Miyu Otsuka            | Japón (JPN)                   | 4:39.13 |       |
| 13   | 5    | 6     | Blair Evans            | Australia (AUS)               | 4:40.42 |       |
| 14   | 4    | 7     | Stina Gardell          | Suecia (SWE)                  | 4:41.33 |       |
| 15   | 3    | 6     | Barbora Závadová       | República Checa (CZE)         | 4:41.84 |       |
| 16   | 4    | 2     | Katheryn Meaklim       | Sudáfrica (RSA)               | 4:43.46 |       |
| 17   | 2    | 5     | Kim Seoyeong           | Corea del Sur (KOR)           | 4:43.99 |       |
| 18   | 5    | 7     | Lara Grangeon          | Francia (FRA)                 | 4:44.28 |       |
| 19   | 3    | 8     | Natalie Wiegersma      | Nueva Zelanda (NZL)           | 4:44.78 |       |
| 20   | 3    | 2     | Miho Takahashi         | Japón (JPN)                   | 4:45.10 |       |
| 21   | 2    | 4     | Stephanie Horner       | Canadá (CAN)                  | 4:45.49 |       |
| 22   | 4    | 1     | Stefania Pirozzi       | Italia (ITA)                  | 4:45.61 |       |
| 23   | 4    | 8     | Jordis Steinegger      | Austria (AUT)                 | 4:45.80 |       |
| 24   | 3    | 7     | Yana Martynova         | Rusia (RUS)                   | 4:45.94 |       |
| 25   | 3    | 1     | Claudia Dasca Romeu    | España (ESP)                  | 4:46.80 |       |
| 26   | 2    | 7     | Ganna Dzerkal          | Ucrania (UKR)                 | 4:48.19 |       |
| 27   | 2    | 6     | Andreína Pinto Perez   | Venezuela (VEN)               | 4:48.64 |       |
| 28   | 1    | 3     | Nguyen Thi Anh Vien    | Vietnam (VIE)                 | 4:50.32 |       |
| 29   | 1    | 4     | Susana Escobar Torres  | México (MEX)                  | 4:50.57 |       |
| 30   | 2    | 8     | Sara Nordenstam        | Noruega (NOR)                 | 4:51.28 |       |
| 31   | 2    | 1     | Karolina Szczepaniak   | Polonia (POL)                 | 4:52.50 |       |
| 32   | 2    | 2     | Sara El Bekri          | Marruecos (MAR)               | 4:53.21 |       |
| 33   | 1    | 5     | Noora Laukkanen        | Finlandia (FIN)               | 4:53.54 |       |
| 34   | 2    | 3     | Georgina Bardach       | Argentina (ARG)               | 4:57.31 |       |
| 35   | 1    | 6     | Anum Bandey            | Pakistán (PAK)                | 5:34.64 |       |
|      | 5    | 8     | Joanna Melo            | Brasil (BRA)                  | DNS     |       |

### Final
| Rank              | Línea | Nombre                 | Nacionalidad                  | Tiempo  | Notas |
| ----------------- | ----- | ---------------------- | ----------------------------- | ------- | ----- |
| Medalla de oro    | 5     | Ye Shiwen              | República Popular China (CHN) | 4:28.43 |       |
| Medalla de plata  | 4     | Elizabeth Beisel       | Estados Unidos (USA)          | 4:31.27 |       |
| Medalla de bronce | 6     | Li Xuanxu              | República Popular China (CHN) | 4:32.91 |       |
| 4                 | 3     | Katinka Hosszú         | Hungría (HUN)                 | 4:33.49 |       |
| 5                 | 7     | Hannah Miley           | Reino Unido (GBR)             | 4:34.17 |       |
| 6                 | 1     | Stephanie Rice         | Australia (AUS)               | 4:35.49 |       |
| 6                 | 8     | Caitlin Leverenz       | Estados Unidos (USA)          | 4:35.49 |       |
| 8                 | 2     | Mireia Belmonte García | España (ESP)                  | 4:35.62 |       |